# Volkswagen ID.4
La Volkswagen ID.4 è un'autovettura elettrica compatta di tipo SUV prodotta dalla casa automobilistica tedesca Volkswagen a partire da agosto 2020.
Rappresenta la seconda vettura della famiglia di automobili esclusivamente elettriche del marchio tedesco, nota con il marchio ID e basata sulla piattaforma modulare MEB. Rispetto alla ID.3, dalla quale deriva, la ID.4 si posiziona nella categoria dei SUV di medie dimensioni.

## Descrizione

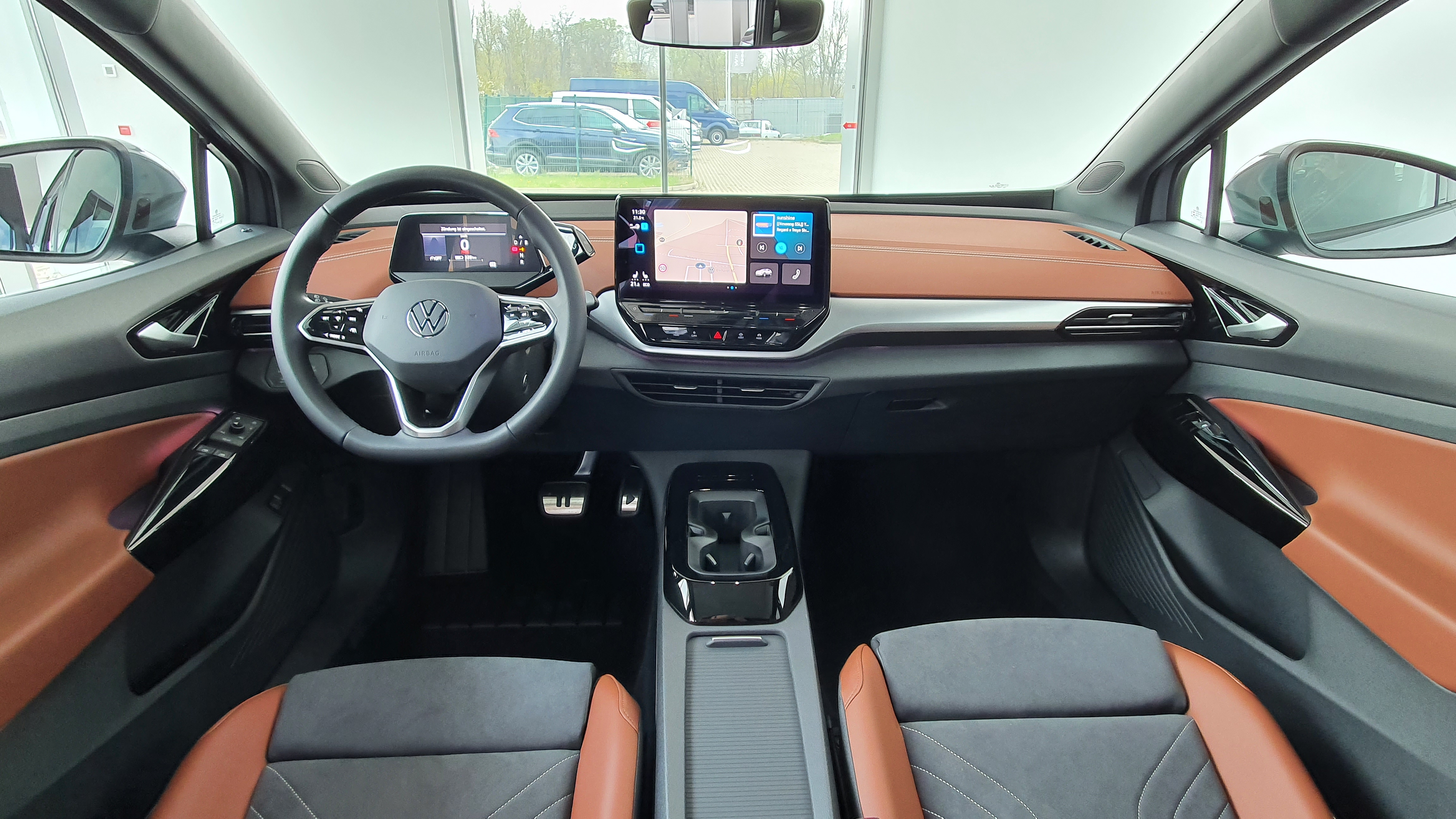
Vista degli interni

L'ID.4 si basa sulle concept car ID. Crozz e ID. Crozz II, che hanno esordito rispettivamente nel 2017 al Salone dell'Auto di Shanghai e a quello di Francoforte. Un prototipo della ID.4 è stato presentato come muletto con delle lievi camuffature al Salone di Francoforte 2019.
La versione per la produzione in serie in veste definitiva è stata presentata a livello globale il 23 settembre 2020. A differenza della ID.3 che è orientata principalmente al mercato europeo, l'ID.4 si rivolge soprattutto a quello nordamericano.
Al momento del lancio è disponibile esclusivamente nella variante con motore e trazione posteriore. Per il mercato nordamericano il motore sviluppa 201 CV e 309 Nm ed è alimentato da un pacco batteria da 82 kWh posizionato nel sottoscocca, con un'autonomia stimata di 402 km nel ciclo EPA. 
Per il mercato europeo, l'ID.4 è disponibile in tre varianti di potenza. Le versioni da 146 CV o 168 CV sono alimentate da un pacco batteria da 52 kWh, mentre la versione da 201 CV è dotata di una batteria più grande da 77 kWh, che le garantisce una percorrenza di 520 km con una singola ricarica e di accelerare da 0 a 100 km/h in 8,5 secondi.

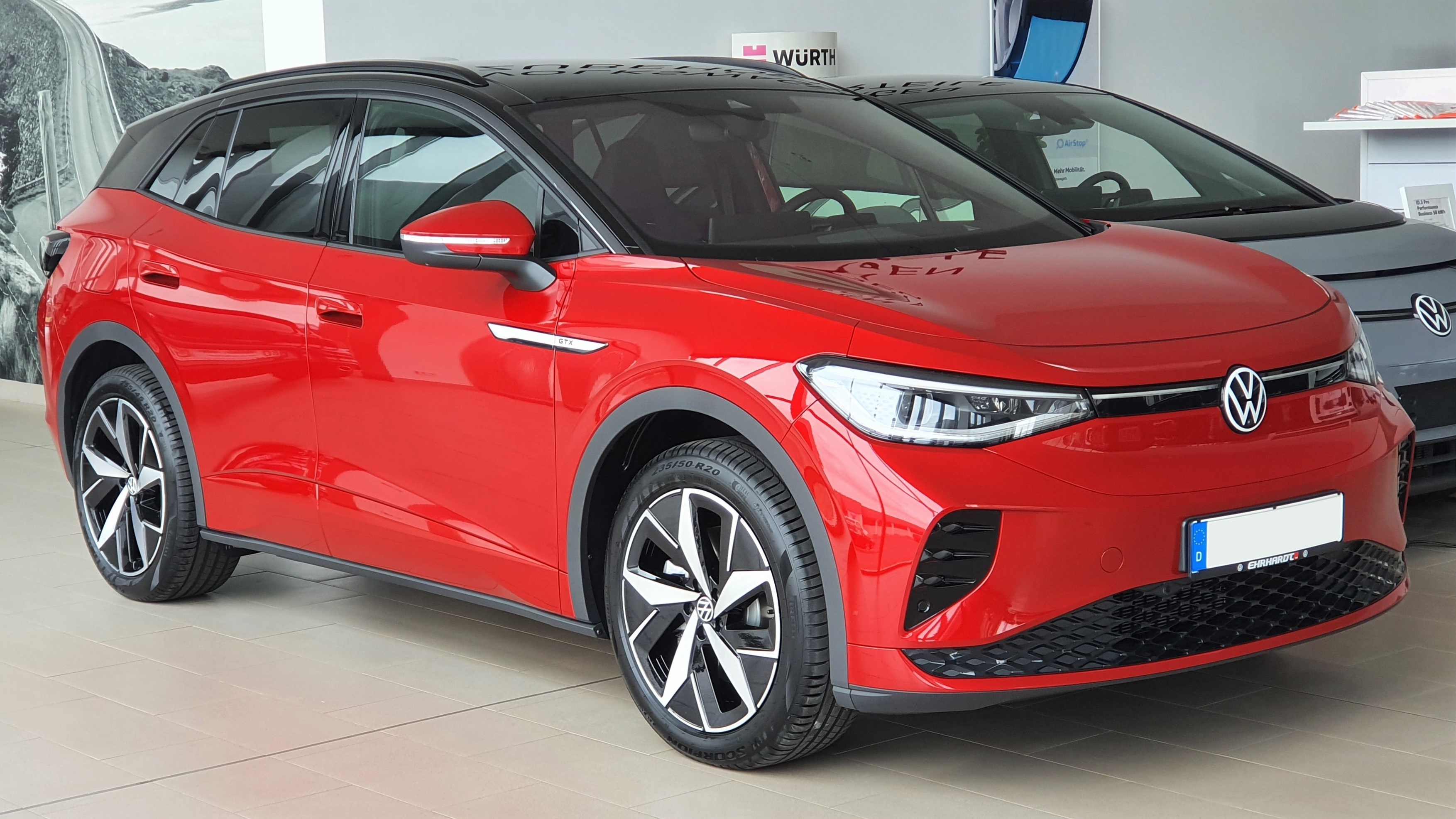
VW ID.4 GTX

Nell'aprile 2021 è stata presentata la variante più prestazionale e sportiva, chiamata GTX, sigla già utilizzata precedentemente sulla Scirocco II degli anni 80 e che va ad identificare tutte le Volkswagen elettriche più performanti, in sostituzione della dicitura GTI.
La variante GTX è dotata della trazione integrale, con un secondo motore elettrico più piccolo con una potenza di 70 kW posto sull'asse anteriore. La potenza totale del sistema arriva fino a 220 kW. L'accelerazione da 0 a 100 km/h per la ID.4 con trazione integrale è di 6,2 secondi. La velocità massima è autolimitata a 180 km/h mentre l'autonomia dichiarata è di 480 km (WLTP).

## Riconoscimenti
- World Car of the Year 2021[8][9]